# Милкана Бошнакова
Милкана Иванова Бошнакова е български историк и архивист, специалист по история на освободителното движение на българите в Македония и Одринска Тракия от края на 19 в. до Първата световна война.

## Биография
Милкана Бошнакова е родена през 1956 г. в Чирпан.
Доктор по история с дисертация на тема „Документални източници в Български исторически архив (БИА) към Националната библиотека „Св. св. Кирил и Методий“ за националноосвободителното движение на българите в Македония и Одринска Тракия 1903-1912 г.“ (1997), доктор на историческите науки с дисертация на тема „Яворов и Македония (1895- 1914)“ (2013).
Дългогодишен ръководител на отдел Български исторически архив към Националната библиотека „Св. св. Кирил и Методий“. Автор е на редица книги и статии, между които най-известна е книгата „Личните бележници на П. К. Яворов“, издадена през 2008 г. по случай 130 години от рождението на поета.